# Маслянское сельское поселение (Тюменская область)
Маслянское се́льское поселе́ние — муниципальное образование в Сладковском районе Тюменской области Российской Федерации.
Административный центр — посёлок Маслянский.

## История
Статус и границы сельского поселения установлены Законом Тюменской области от 5 ноября 2004 года № 263 «Об установлении границ муниципальных образований Тюменской области и наделении их статусом муниципального района, городского округа и сельского поселения».

## Население
| 2010  | 2011  | 2012  | 2013  | 2014  | 2015  | 2016  |
| ----- | ----- | ----- | ----- | ----- | ----- | ----- |
| 1749  | ↘1741 | ↘1688 | ↘1625 | ↘1564 | ↘1532 | ↘1506 |
| 2017  | 2018  | 2019  | 2020  | 2021  |       |       |
| ↘1454 | ↘1430 | ↘1388 | ↘1344 | ↗1594 |       |       |

## Состав сельского поселения
| № | Населённый пункт | Тип населённого пункта          | Население |
| - | ---------------- | ------------------------------- | --------- |
| 1 | Вознесенка       | деревня                         | 25        |
| 2 | Выстрел          | деревня                         | 64        |
| 3 | Маслянский       | посёлок, административный центр | 1489      |
| 4 | Разъезд № 42     | разъезд                         | 10        |
| 5 | Станичное        | село                            | 41        |
| 6 | Травное          | село                            | 44        |
| 7 | Хантиновка       | деревня                         | 76        |